# دوين غالواي
دوين غالواي (بالإنجليزية: Duane Galloway)‏ هو لاعب كرة قدم أمريكية أمريكي، ولد في 7 نوفمبر 1961 في لوس أنجلوس في الولايات المتحدة.

## وصلات خارجية
- دوين غالواي على موقع مرجع كرة القدم المحترفة.كوم (الإنجليزية)